# جون لارسون
جون لارسون (بالسويدية: Johan Larsson)‏ هو لاعب هوكي الجليد سويدي، ولد في 25 يوليو 1992 في Lau, Gotland ‏ في السويد.

## وصلات خارجية
- جون لارسون على موقع دوري الهوكي الوطني (الإنجليزية)
- جون لارسون على موقع EliteProspects.com (الإنجليزية)
- جون لارسون على موقع Eurohockey.com (الإنجليزية)
- جون لارسون على موقع HockeyDB.com (الإنجليزية)
- جون لارسون على موقع Hockey-Reference.com (الإنجليزية)